# Sri Lanka en los Juegos Olímpicos de Río de Janeiro 2016
Sri Lanka participa en los Juegos Olímpicos de 2016 en Río de Janeiro, Brasil, del 5 al 21 de agosto de 2016.
El maratonista Anuradha Cooray fue el abanderado durante la ceremonia de apertura.

## Deportes
Atletismo
- Anuradha Cooray (maratón masculina)
- Niluka Geethani Rajasekara (maratón femenina)
- Sumeda Ranasinghe (lanzamiento de jabalina masculino)

Bádminton
- Niluka Karunaratne (individual masculino)

Halterofilia
- Sudesh Peiris (-62 kg masculino)

Judo
- Chamara Repiyallage (-73 kg masculino)

Natación
- Matthew Abeysinghe (100 metros estilo libre masculino)
- Kimiko Raheem (100 metros estilo espalda masculino)

Tiro
- Mangala Samarakoon (rifle de aire a 10 metros y rifle a 50 metros masculino)